# Cios słupowy

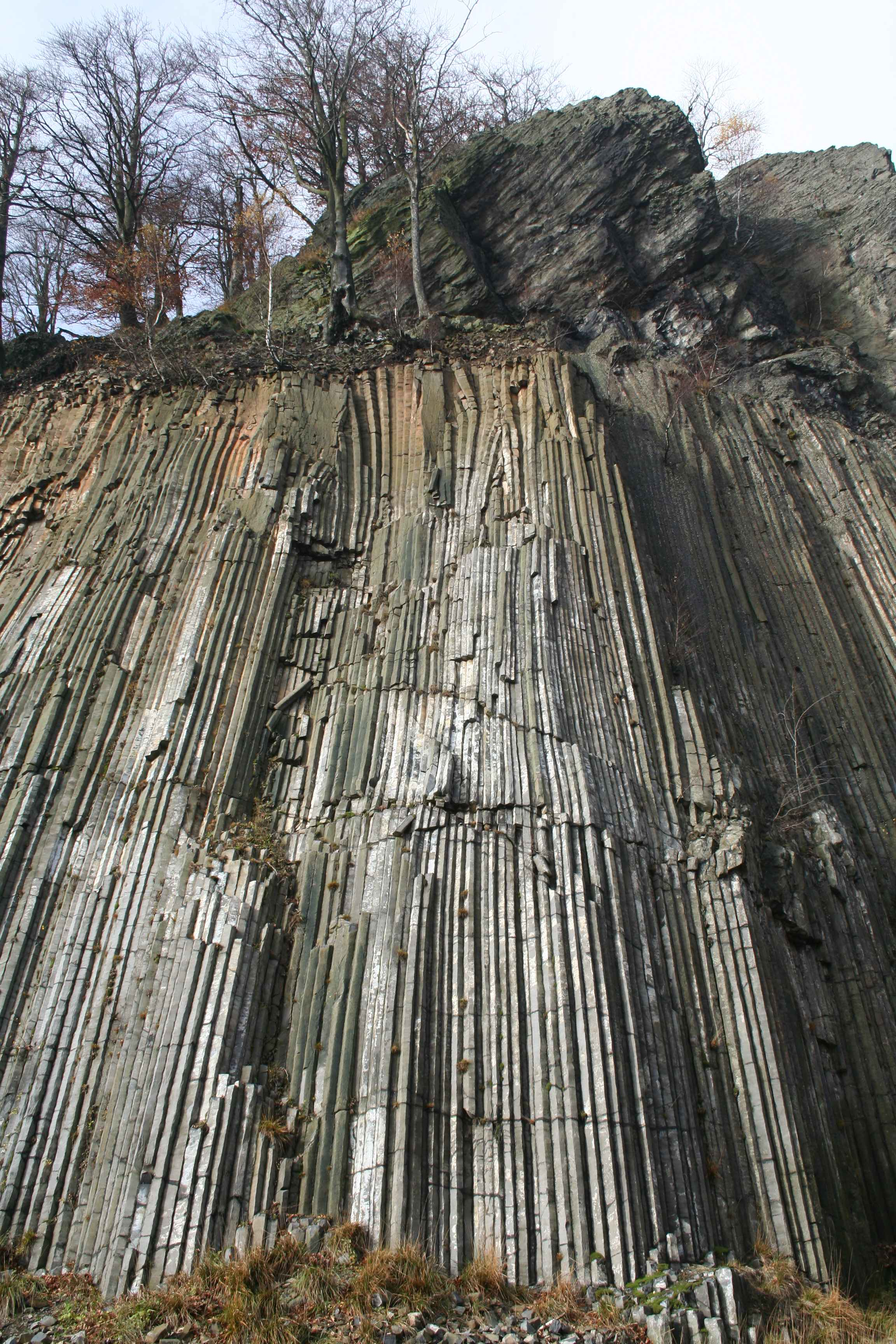
Słupy bazaltowe

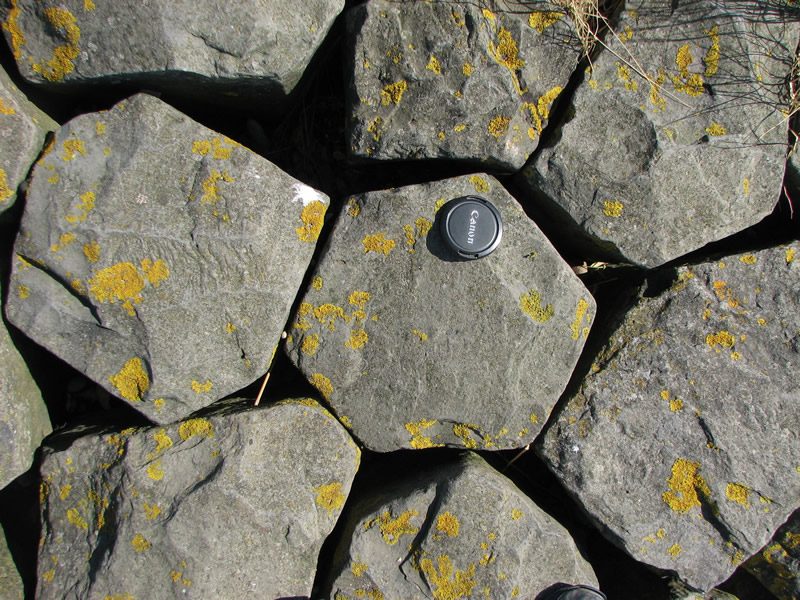
Wielokątne słupy skalne w przekroju

Cios słupowy – forma termicznego ciosu skalnego, w którym zbudowane ze skał wylewnych, podłużne i wielokątne w przekroju słupy, najczęściej 4–6 boczne, ułożone są prostopadle do powierzchni stygnięcia lawy.
Cios słupowy tworzy się w wyniku seryjnych, o pewnej regularności, spękań, powstałych w związku ze stygnięciem zakrzepłej lawy. Lawa stygnąc kurczyła się i pękała na podłużne i wielokątne w przekroju słupy skalne. Spękania te wyodrębniają mniej lub bardziej regularne wielokątne w przekroju słupy skalne, zwane także kolumnami i ułożone prostopadle do powierzchni stygnięcia. Z uwagi na stopień wykształcenia słupów wydziela się ich trzy rodzaje: regularne, nieregularne i pseudosłupy. Im większa była odległość lawy od powierzchni kontaktu z innymi skałami lub atmosferą, tym większa jest regularność słupów. W pokrywach lawowych kolumny ułożone są pionowo i osiągają średnicę do 1 do 2 m a słupy regularne i nieregularne występują bliżej miejsca erupcji law, im dalej od erupcji tym więcej występuje pseudosłupów. Prawidłowość ta pozwala na określenie kierunku płynięcia potoku lawy. W czopach wulkanicznych kolumny są drobniejsze średnio o średnicy do 30 cm, często powyginane wachlarzowo, czasami w formy zwane różą skalną. Większe odsłonięcia regularnych słupów zwane są często organami lub harfami. W pionowych dajkach cios słupowy może być ułożony jest poziomo (np. Diabelski Mur).
Seryjne regularne spękania tworzą oddzielność słupową, zwaną także ciosem słupowym, która stanowi jedną z charakterystycznych cech skał wulkanicznych.
Formy skalne w postaci ciosów słupowych:
- Kamienna Góra
- Małe Organy Myśliborskie
- Grota Fingala
- Grobla Olbrzyma
- Panská skála
- Diabelski Mur
- Organy Wielisławskie